# Българска история (сдружение)
Сдружение „Българска история“ е българска издателска и продуцентска къща.
Основна задача пред сдружение „Българска история“ е съхраняването и популяризирането на българската история чрез поддръжката на уеб сайт, обиколки на училища с цел изнасяне на уроци по родолюбие, създаване на клипове, документални поредици, късометражни филми и телевизионни предавания, посветени на бележити лица и събития от родното минало, издаване на книги с историческа тематика, списания, карти, календари и други образователни артикули.

## История

### Основаване
„Българска история“ е основана през 2012 г. от Иван Кънчев и Марио Мишев – ученици в 9-а Френска езикова гимназия в София. Началото на организацията е поставено от едноименната страница в социалната мрежа Facebook, която към средата на 2020 г. наброява 360 000 последователи. Шест месеца по късно, през октомври 2012 г., се появява и уеб сайта „Българска история“.

### Уроци по родолюбие
През 2013 г. „Българска история“ излиза трайно извън виртуалното пространство. Екипът си поставя за цел да посещава редовно и на доброволен принцип български училища и по покана на преподавател или директор да се среща с ученици. Целта на тези своеобразни уроци по родолюбие е да се запознаят подрастващите с малко познати моменти от родното минало, като за тази цел информацията е поднесена по един разбираем и увлекателен начин.
Към средата на 2020 г. екипът на „Българска история“ е провел над 300 урока в над 100 населени места. Уроците не се провеждат задължително в дадено училище – неведнъж открити дискусии се проведоха в няколко читалища, в Българското неделно училище в Солун, пред българската общност в Атина и дори в съблекалните на стадион „Лаута“ в Пловдив по покана на детско-юношеската школа на клуба.

## Книгоиздаване
През 2015 г. „Българска история“ започва да развива активна издателска дейност. Към 2018 г. са реализирани близо 100 издания, като всички те се предлагат както в електронния магазин на издателството, така и в търговската мрежа. В портфолиото на издателството влизат заглавия като „Помни войната“ на полк. Борис Дрангов, „Животописни бележки“ на ген. Владимир Вазов, „Дневник“ на Стефан Стамболов, „Автобиография“ на Райна Княгиня, „Те победиха“ на Йордан Йовков, „Тристахилядна София и аз между двете войни“ на Драган Тенев, „Светослав Тертер“ на Цончо Родев, „Райхът и Царството“ на доц. Владимир Златарски и др.

## Продуцентска дейност
За седемте години на своето съществуване, „Българска история“ успя да се утвърди като продуцент на разнообразни документални поредици и видео формати, които бяха разпространени в интернет каналите на сдружението, както и в някои от големите телевизии.

### Документални поредици
„Българска история“ е продуцент на стотици кратки документални филма, посветени на личности, събития и места от българската история. Всички те са основна част от уроците по родолюбие, които сдружението реализира от 5 години. Част от поредиците са „Българско военно чудо“, „Българските учени“, „Средновековна слава“ и „Легендите оживяват“, а техни основни канали за разпространение са социалните мрежи и платформите за видео споделяне.

### Телевизионно публицистично предаване
В периода юни 2016 – май 2017 г. „Българска история“ е автор на ежеседмичното предаване „Историята оживява“ по BiTelevision. Времетраенето на продукцията е 30 минути, а неотлъчна част от сценария е представянето на кратък документален филм и разговор със специалист по избраната тема.

### Телевизионно туристическо предаване
„Наръчник на приключенеца“ e туристическо предаване, излъчвано в ефира на BiT през 2016 г. То се състои от 10 епизода, в които са събрани представяния на българската история, природа, бит и архитектура. С характеристиките си на риалити формат, поредицата дава полезна информация в изброените направления чрез преживяванията на участниците.

### Участие във „Фермата“
„Българска история“ в лицето на своя основател Иван Кънчев взе участие в три поредни сезона на едно от най-гледаните риалити предавания в България – „Фермата“. Всяка седмица гост водещият запознаваше участниците в предаването с малко познати моменти от родния летопис, като за тази цел бяха представени десетки от кратките образователни видеа на организацията. „Българска история“ взе участие и в подготовката на исторически въпроси за участниците, които всяка неделя се състезаваха за оставане във фермата.

### „Швейцарецът с българско сърце“
„Швейцарецът с българско сърце“ е 40-минутен документален филм с игрални елементи, посветен на живота и делото на Луи Айер. Лентата излиза в края на 2014 г. и обикаля редица киносалони в страната, където посреща стотици любители на българската история. Всяка една от прожекциите е с вход свободен. Филмът е достъпен за гледане в интернет.

### Подкаст
Подкаст „Българска история“ предлага на своите слушатели разговори и анализи, засягащи различни аспекти от историческото минало на България. Епизодите с водещ Иван Кънчев излизат два пъти месечно. В тях отговорите на някои от най-дискусионните исторически въпроси ще търсят доказани специалисти в своята област.

## Награди и признания
- Почетна грамота в програмата „Най-изявени млади личности в България“ на JCI Bulgaria (2018)
- Грамота в категория „Проект на годината“ в класацията „Будител на годината“ за книгата „50 места от българската история отвъд България“ (2017)[14]
- Почетна грамота за системно и с активна гражданска позиция отразяване на проблемите с разпространението и употребата на наркотици в България, в защита на подрастващото поколение и в помощ на страдащите семейства (2016)
- Грамота и почетен знак по повод 25-годишния юбилей на Дружеството за Българо-швейцарско приятелство „Луи Айер“ – Лом (2016)[15]
- Бяла лястовица навръх националния празник 3 март, екипът на „Българска история“ бе удостоен с „Бяла лястовица“ от „Господари на ефира“ за постижения в областта на родолюбието (2016)[16]
- Грамота за второ място в класацията „Будител на годината“, организиран от Radio FM+ (2015)
- Отличие в класацията „40 до 40“ на Дарик Радио (2015) [17]
- Отличие в класацията „30 до 30“ на Форбс България (2015)
- Грамота за първо място в категорията „Носители на просвета“ Националното представителство на студентските съвети в България (2014)[18]
- Грамота и признание от Исторически музей „Смолян“ за популяризирането на образа на полк. Владимир Серафимов чрез документалния филм „Забравеният герой от Родопската шипка“ (2013)